# 11769 Alfredjoy
A 11769 Alfredjoy (ideiglenes jelöléssel 2199 T-2) a Naprendszer kisbolygóövében található aszteroida. Cornelis Johannes van Houten,  Ingrid van Houten-Groeneveld és Tom Gehrels fedezte fel 1973. szeptember 29-én.